# 7724 Moroso
7724 Moroso eller 1970 OB är en asteroid i huvudbältet som upptäcktes den 24 juli 1970 av Félix Aguilar-observatoriet. Den är uppkallad efter Pascuala Moroso.
Asteroiden har en diameter på ungefär 4 kilometer.